# كورنيل فرانكلين
كورنيل فرانكلين (بالإنجليزية: Cornell Franklin)‏ هو محامي أمريكي، ولد في 1892 في كولومبوس في الولايات المتحدة، وتوفي في 1959 في شارلوتسفيل في الولايات المتحدة.